# Chaetostoma loborhynchos
Chaetostoma loborhynchos är en fiskart som beskrevs av Tschudi, 1846. Chaetostoma loborhynchos ingår i släktet Chaetostoma och familjen Loricariidae. Inga underarter finns listade i Catalogue of Life.